# Манзурка (село)
Манзурка — село в Качугском районе Иркутской области.

## География
Манзурка находится в 200 км севернее Иркутска и в 60 км южнее Качуга. Село связано рейсовыми автобусами с районным и областным центрами. Расположено на берегу реки Манзурки, впадающую в реку Лена.

## История
1648 год — основание села русскими поселенцами. По одной из версий село названо по бурятскому названию реки Баянжурга, то есть «богатое сердце», «сердечный».
XVIII век — Манзурка — крупный волостной центр Верхоленского уезда. Основное занятие населения — земледелие, скотоводство. Через Манзурку проходит Якутский тракт.
В 1913 году в Манзурскую волость входило 17 селений.
В 1914 году в Манзурку был отправлен в ссылку Михаил Васильевич Фрунзе, здесь же в ссылке были революционеры Вячеслав Михайлович Молотов (1915—1916), Яков Давидович Янсон и Фёдор Николаевич Петров, а также писатель Фёдор Васильевич Гладков.

## Известные уроженцы
- Скоп, Юрий Сергеевич (род. 1936) — российский прозаик, очеркист, сценарист.